# كوتن برايس
كوتن برايس (بالإنجليزية: Cotton Price)‏ هو لاعب كرة قدم أمريكية أمريكي، ولد في 31 مايو 1918 في بريدجبورت في الولايات المتحدة، وتوفي في 24 سبتمبر 2008 في لوبوك في الولايات المتحدة.

## وصلات خارجية
- كوتن برايس على موقع مرجع كرة القدم المحترفة.كوم (الإنجليزية)